# Alter Israelitischer Friedhof (Ulm)

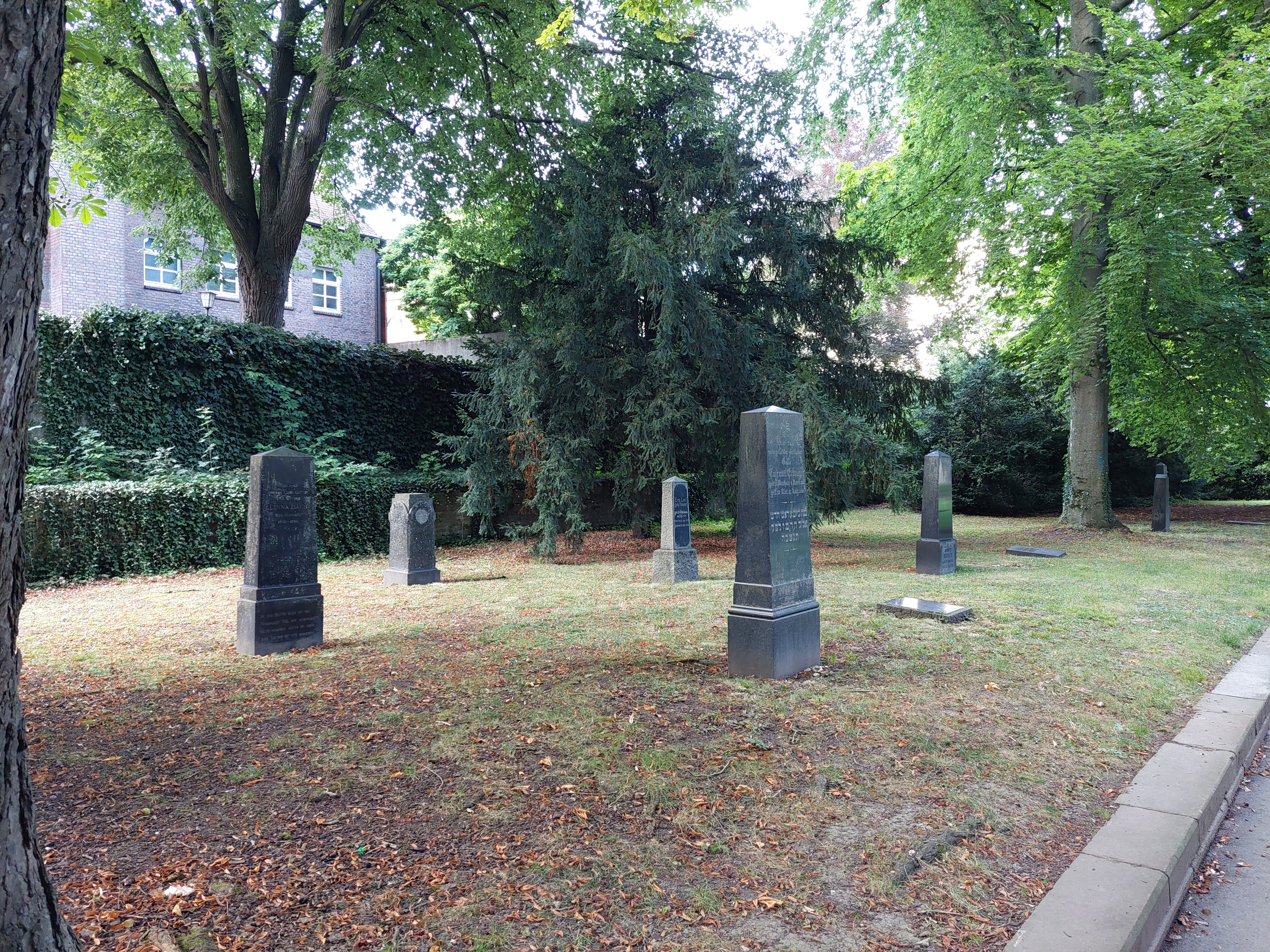
Alter Israelitischer Friedhof

Der ehemalige Alte Israelitische Friedhof in Ulm ist Teil einer Parkanlage zwischen Stadtmitte und Oststadt. Die Anlage erstreckt sich von der Georgs- bis zur Pauluskirche.

## Geschichte
Im Jahr 1852 erwarben die Ulmer Juden im nordwestlichen Bereich des christlichen, städtischen alten Friedhofs eine eigene Abteilung auf der Parzelle 841/2 und 841/3 vor dem Frauentor, für die der bestehende christliche Friedhof geringfügig erweitert wurde. Bis 1853 mussten die Toten auf den Friedhöfen der benachbarten jüdischen Gemeinden Laupheim oder Buchau beerdigt werden. Die Anlage des Friedhofes wurde möglich, nachdem sich im Laufe des 19. Jahrhunderts Juden wieder im ganzen Land niederlassen konnten und die neuen Friedhöfe „als ein Zeichen des nun zumeist recht guten Zusammenlebens in die allgemeinen Friedhöfe der Gemeinde – wenn auch abgesondert – integriert“ wurden. Die Jüdische Gemeinde Ulm schuf einen ummauerten Friedhof mit eigenen  Vorschriften und einem Zugang von der Frauenstraße. Er wurde 1853 durch Rabbiner Wälder aus Laupheim eingeweiht, verbunden mit der ersten Beisetzung. In einer Nische der innerseitigen Mauer wurde ein mittelalterlicher Grabstein aus dem Ulmer Münster angebracht. Er gehörte zu den vielen der jüdischen Grabsteine in Ulm, die mit der Vertreibung der Juden aus der Stadt im 14. und 15. Jahrhundert von mittelalterlichen jüdischen Friedhöfen der Reichsstadt Ulm entfernt worden waren, um als Steine für den Bau des Ulmer Münsters sowie beim Brücken- und Wohnungsbau verwendet zu werden.

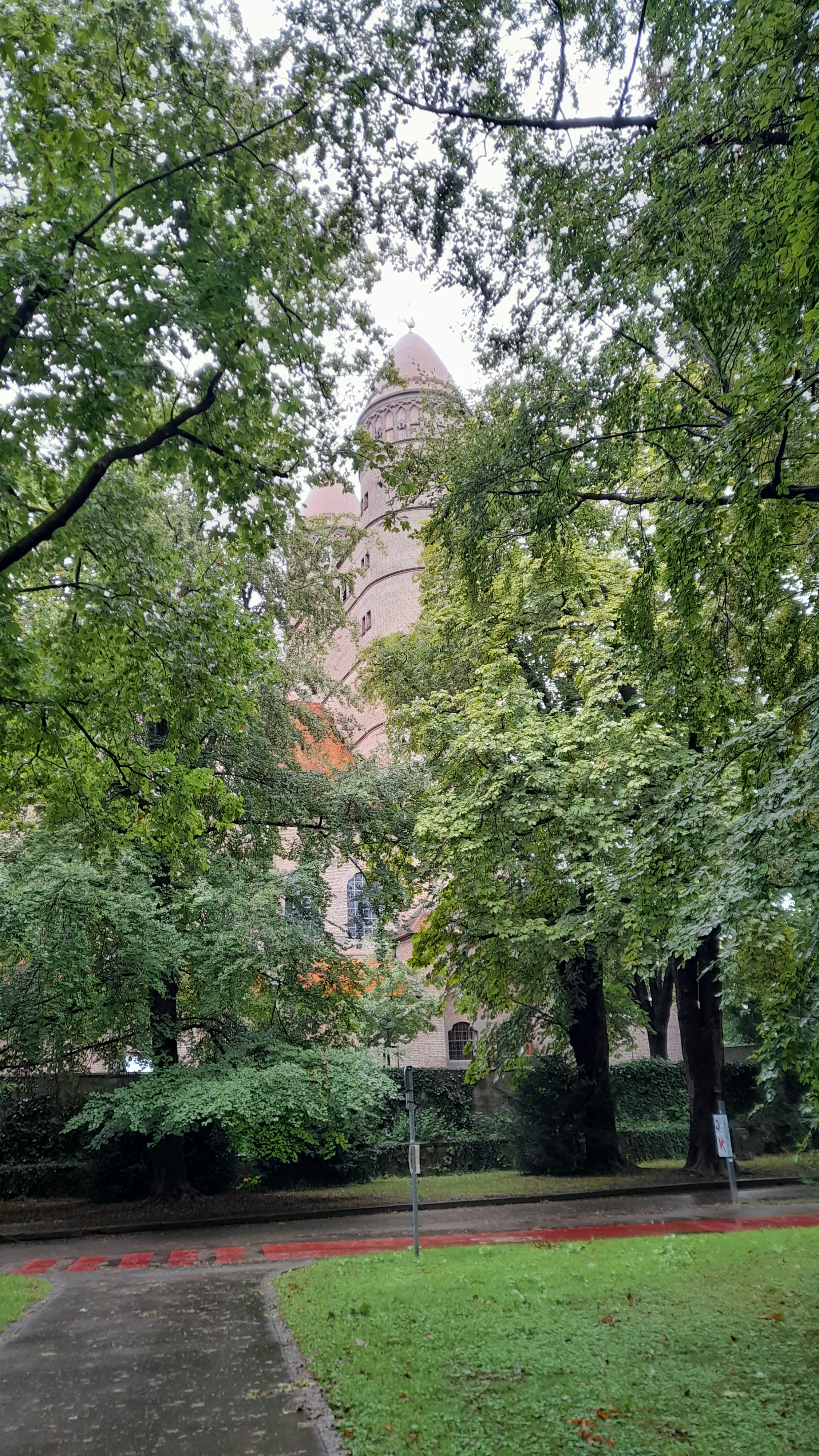

Manche Grabsteine wurden sowohl mit hebräischen als auch deutschen Inschriften gefertigt, typisch für die sogenannten Reformgemeinden des ausgehenden 19. Jahrhunderts. Im Oktober 1872 wurde auf dem Friedhof das neue jüdische Leichenhaus eröffnet. Dazu mietete die israelitische Gemeinde ein bestehendes Gebäude. Das Gräberfeld wurde 1876 erweitert. Mit der Schließung des gesamten Alten Friedhofes zum 1. Januar 1899 wurde er zur öffentlichen Grünanlage umgewidmet. Es fanden keine Begräbnisse mehr statt, da die Bestattungen nach der Anlage des Neuen Friedhofs mit einem israelitischen Bereich an der Stuttgarter Straße erfolgten.
In den Jahren 1908 bis 1910 wurde direkt neben dem jüdischen Abteil des Friedhofs die als Garnisonkirche angelegte evangelische Pauluskirche mit zwei über 50 Meter hohen Türmen gebaut. 1934 wurde ein mittelalterlicher jüdischer Grabstein aus Ulm, der Jahrzehnte zuvor in Langenau wiedergefunden worden war, in die Friedhofsmauer des jüdischen Friedhofs eingesetzt. In der Zeit des Nationalsozialismus wurden im April 1936 auf dem alten jüdischen Friedhof etwa 15 Grabsteine stark beschädigt. Später wurden die Grabsteine des israelitischen Friedhofs abgeräumt, ebenso die mittelalterlichen Grabsteine an der Friedhofsmauer, und 1943 erfolgte die „Übernahme“ des Grundstücks in den Besitz der Stadt. 1945 war der Friedhof völlig zerstört.
1950 wurde die von der Ulmer jüdischen Gemeinde geschaffene Anlage Eigentum der Israelitischen Religionsgemeinschaft Württemberg. 1987 wurde ein Gedenkstein als Hinweis auf den jüdischen Friedhof aufgestellt, der in die Grabfeldmauer längs des Gehweges eingefügt ist. 1990 wurden acht Grabsteine und drei Grabplatten des Friedhofes in einem Brauereikeller in Munderkingen entdeckt und wieder im Friedhof Frauenstraße aufgestellt.

## Parkanlage

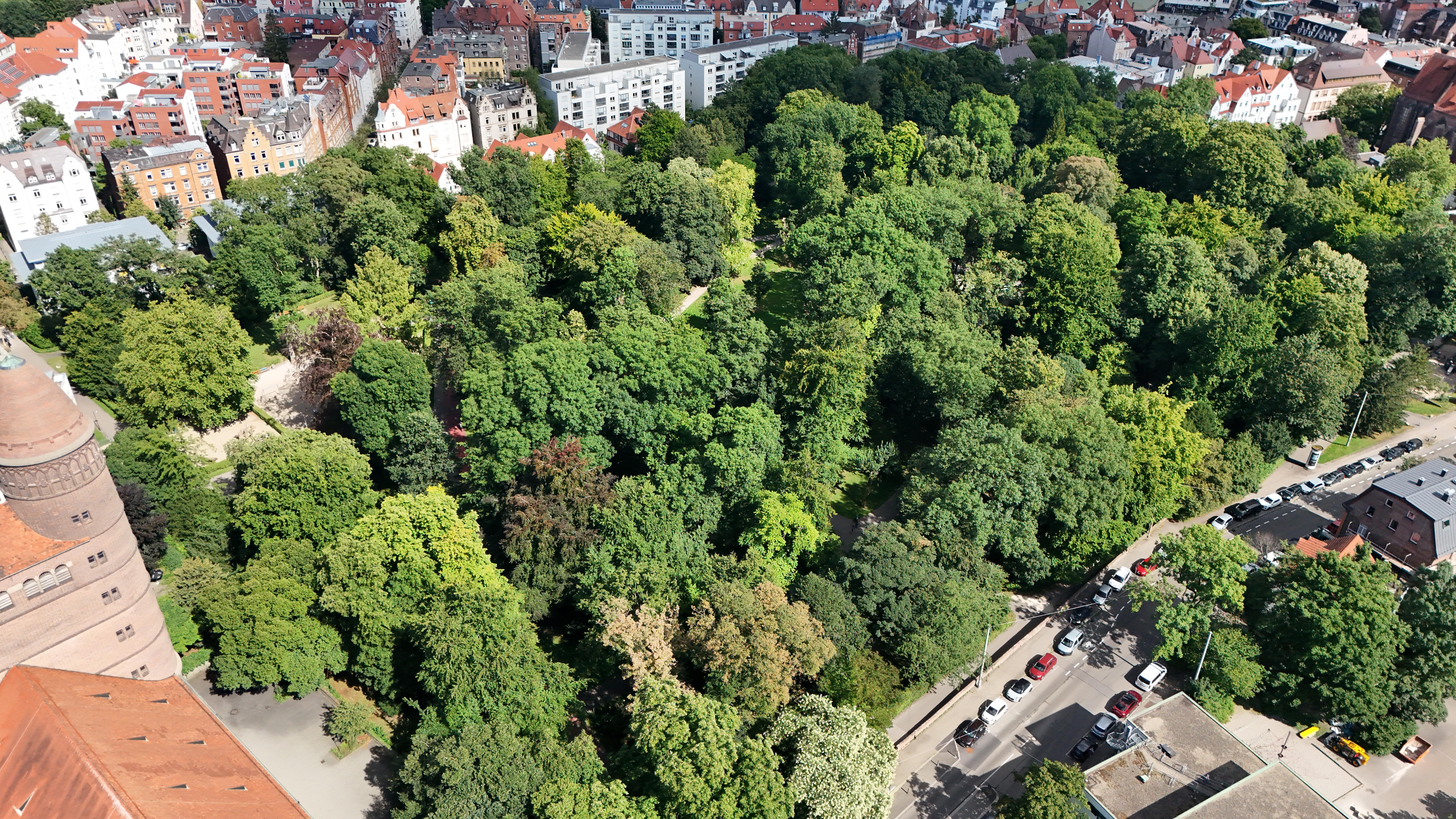
Alter Friedhof mit dem Alten Israelitischen Friedhof längs der Kirche

Das Gelände des Friedhofs ist heute Teil der Parkanlage Frauenstraße. Im Jahr 2011 begann die Stadt Ulm mit der umfassenden Sanierung des Alten Friedhofs und seiner Umgestaltung. Die Arbeiten wurden 2015 abgeschlossen. Auf dem Gelände stehen zahlreiche Grabmale namhafter Ulmer. Auf dem entsprechenden Parkteil bei der Pauluskirche, durch eine Mauer von der Kirche und durch einen Fahrrad- und Fußweg vom christlichen Teil des Friedhofs getrennt, sind insgesamt 14 jüdische Grabsteine wieder aufgestellt. Der Park ist in seiner Sachgesamtheit als Kulturdenkmal eingetragen. Über das Gelände führt ein Geschichtspfad. Die 40 Tafeln an den erhaltenen Grabmälern erinnern mit einem Kurzportrait an die dort begrabenen Persönlichkeiten. Zwei Info-Tafeln informieren über die wechselhafte Geschichte des Israelitischen Friedhofs.

## Gräber

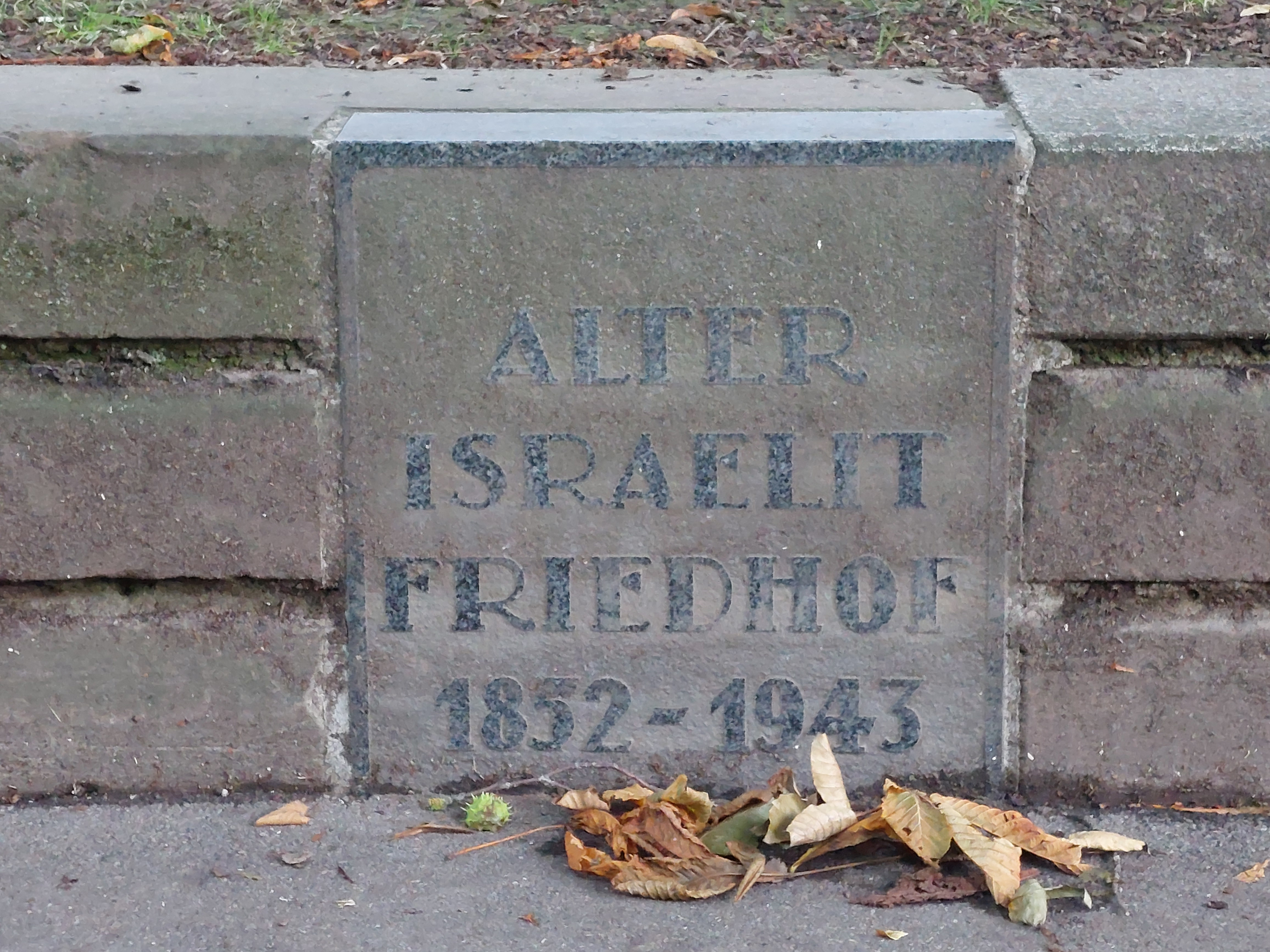

Auf dem Friedhof beigesetzte Personen und/oder erhaltene Grabsteine (Auswahl):
- Linna Schwarz Bach (1848–1895), Parzelle 2
- Albert Dreyfus (1878–1893), Parzelle 5
- Kosmann Erlanger (1824–1896), Parzelle 14
- Emanuel Erlanger (1821–1886), Parzelle 3
- Wilhelmine „Mina“ Erlanger Dreifuss (1831–1874), Parzelle 1
- Sophie Schwab Hilb (1850–1885), Parzelle 10
- Moritz Hirsch (1841–1897), Parzelle 7
- Anna Moos Hirsch (1854–1924), Parzelle 7
- Johanna Ullmann Kohn (1861–1897), Parzelle 11
- Eva Freund Levi (1831–1890), Parzelle 6
- Gabriel Lebrecht (1802–1861)
- Benjamin „Benny“ Mann (1845–1886), Parzelle 9
- Heinrich Abraham Moos (1834–1891), Parzelle 8
- Helene Moos Einstein (1814–1887)
- Abraham Ruppert Einstein (1808–1868)
- Arnold Nathan (1859–1894), Parzelle 13
- Karoline Steiner Nathan (1820–1895), Parzelle 12
- Moritz Uhlfelder (beigesetzt 31. März 1854)[7][9][10]

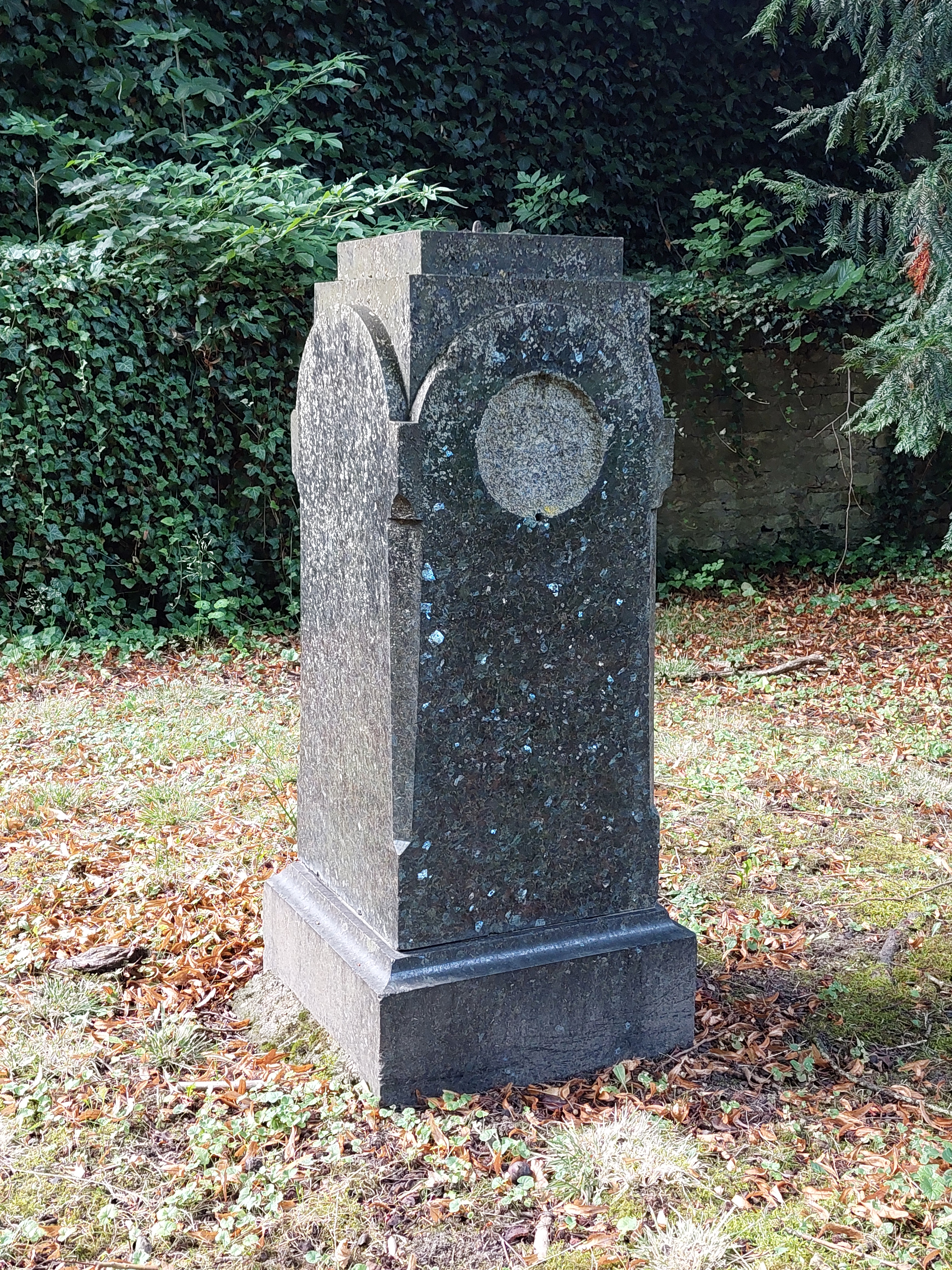
Grabstein ohne Namen
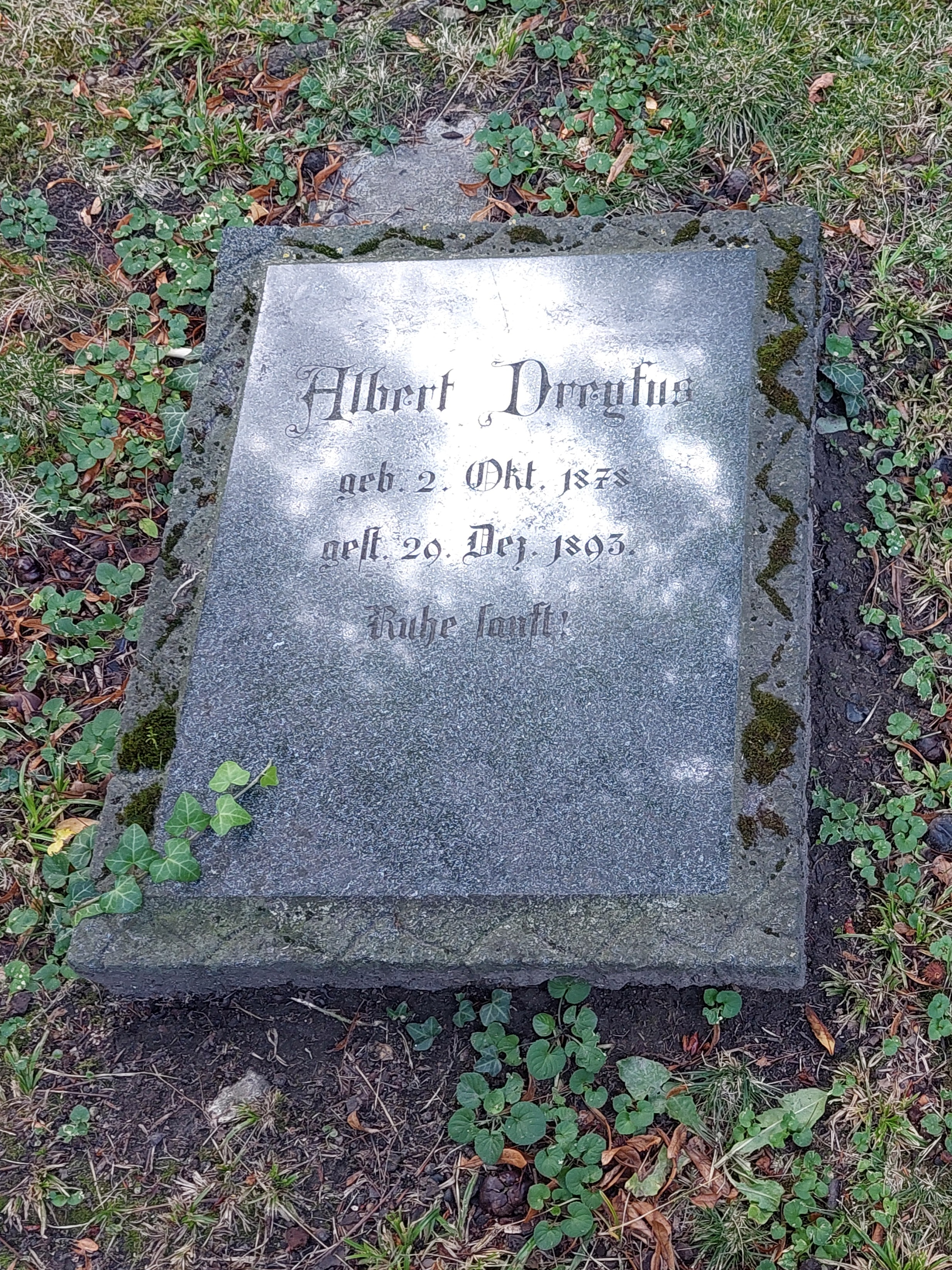
Albert Dreyfus
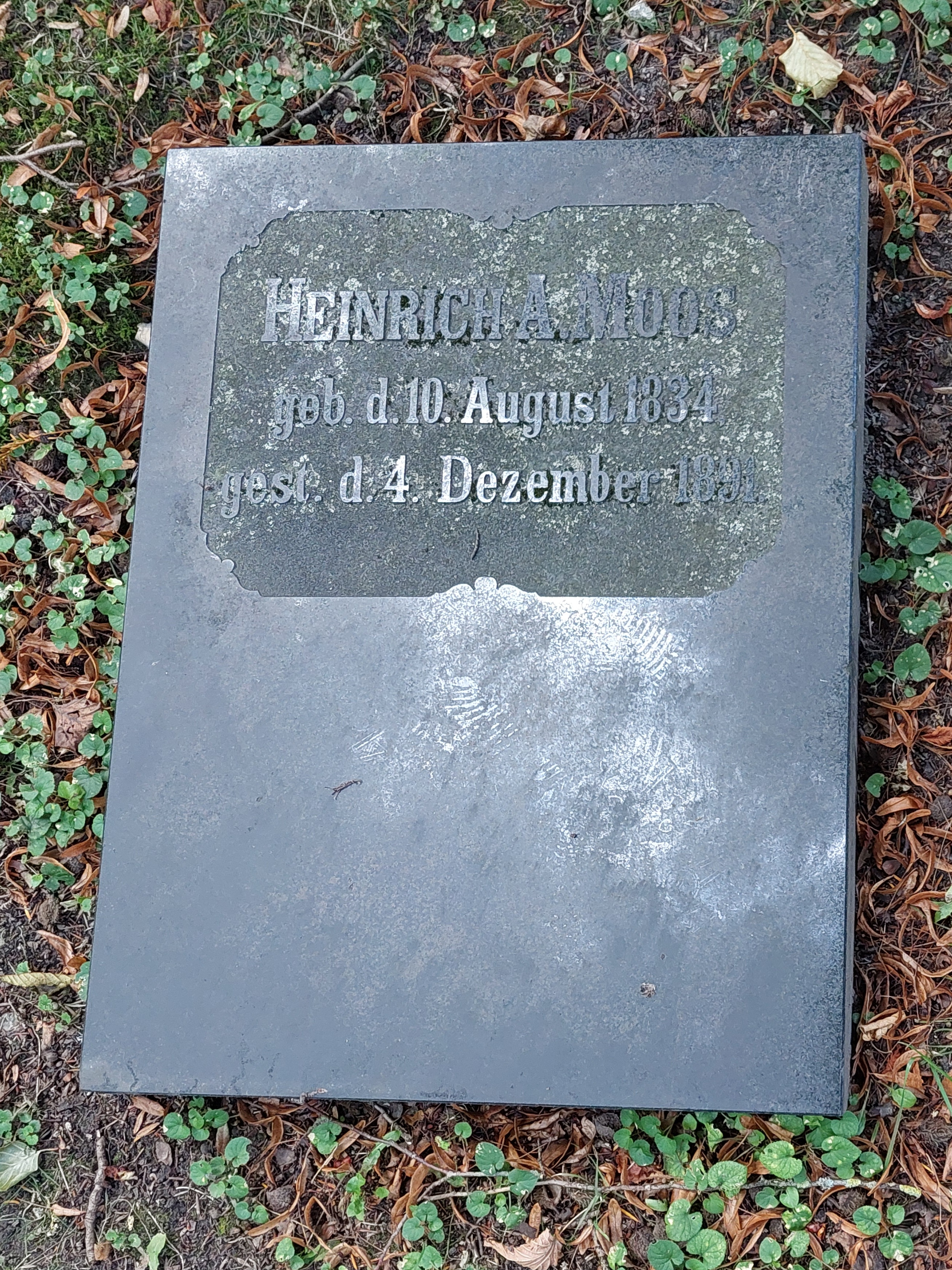
Heinrich Abraham Moos
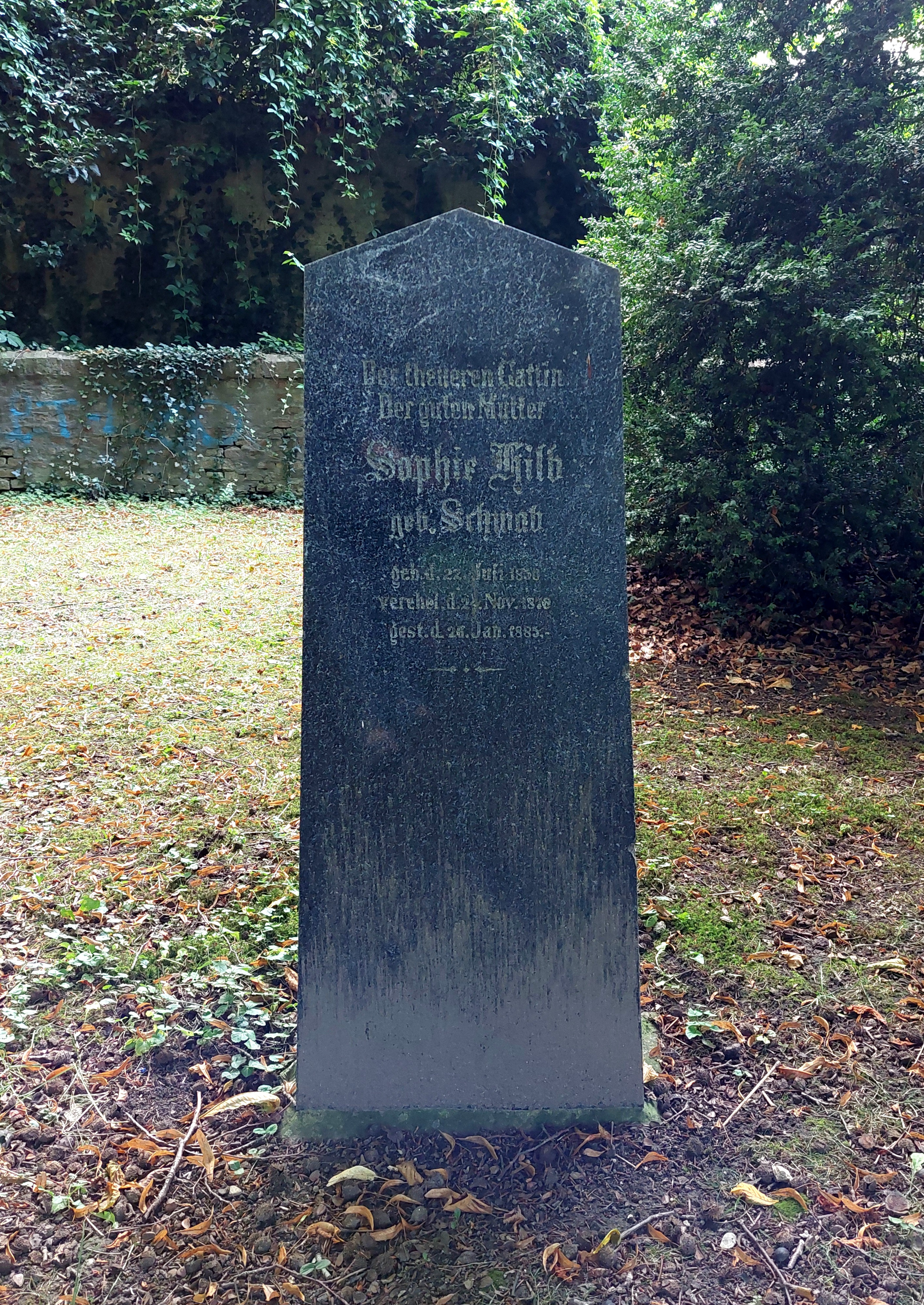
Sophie Schwab Hilb
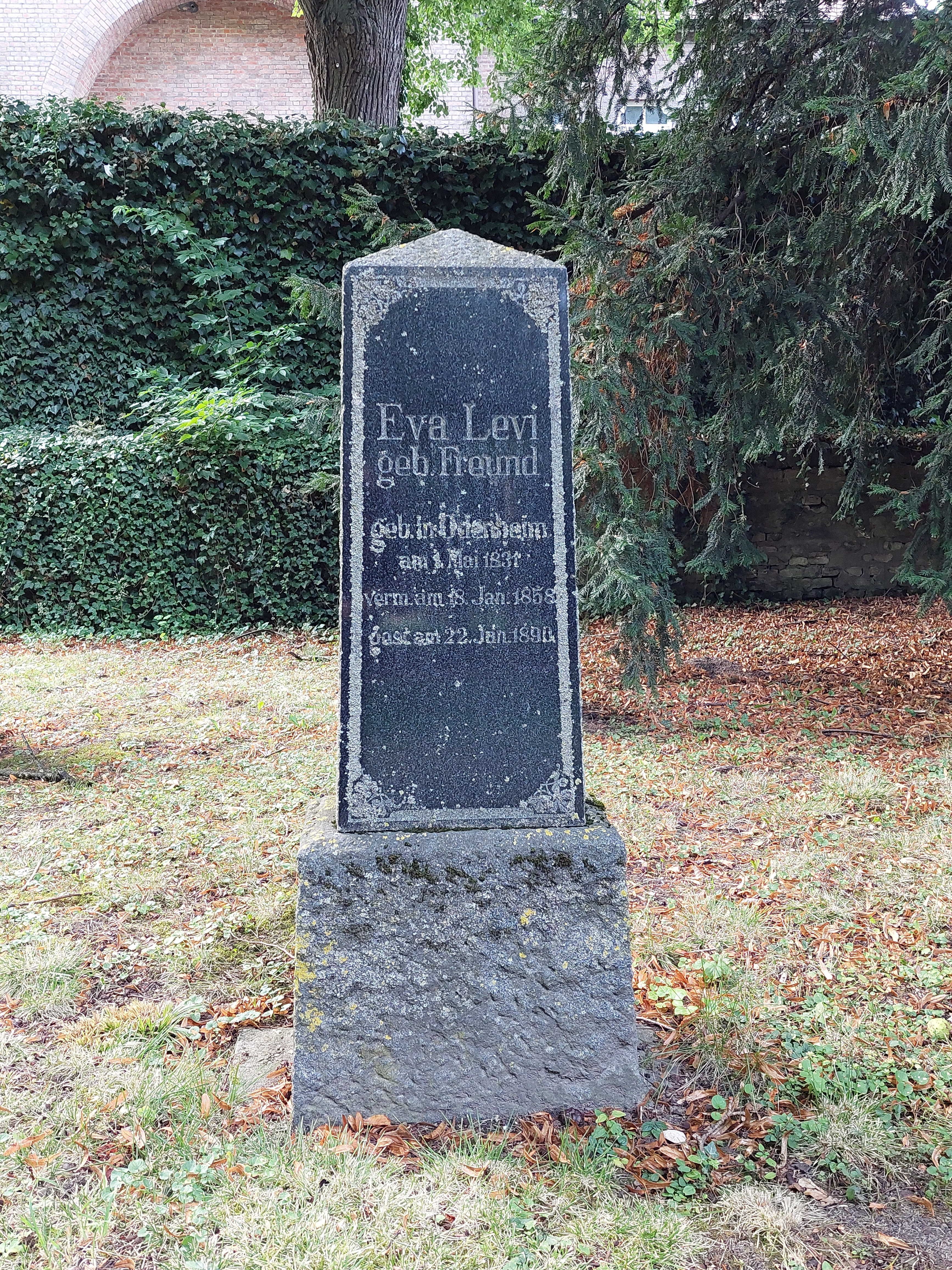
Eva Freund Levi
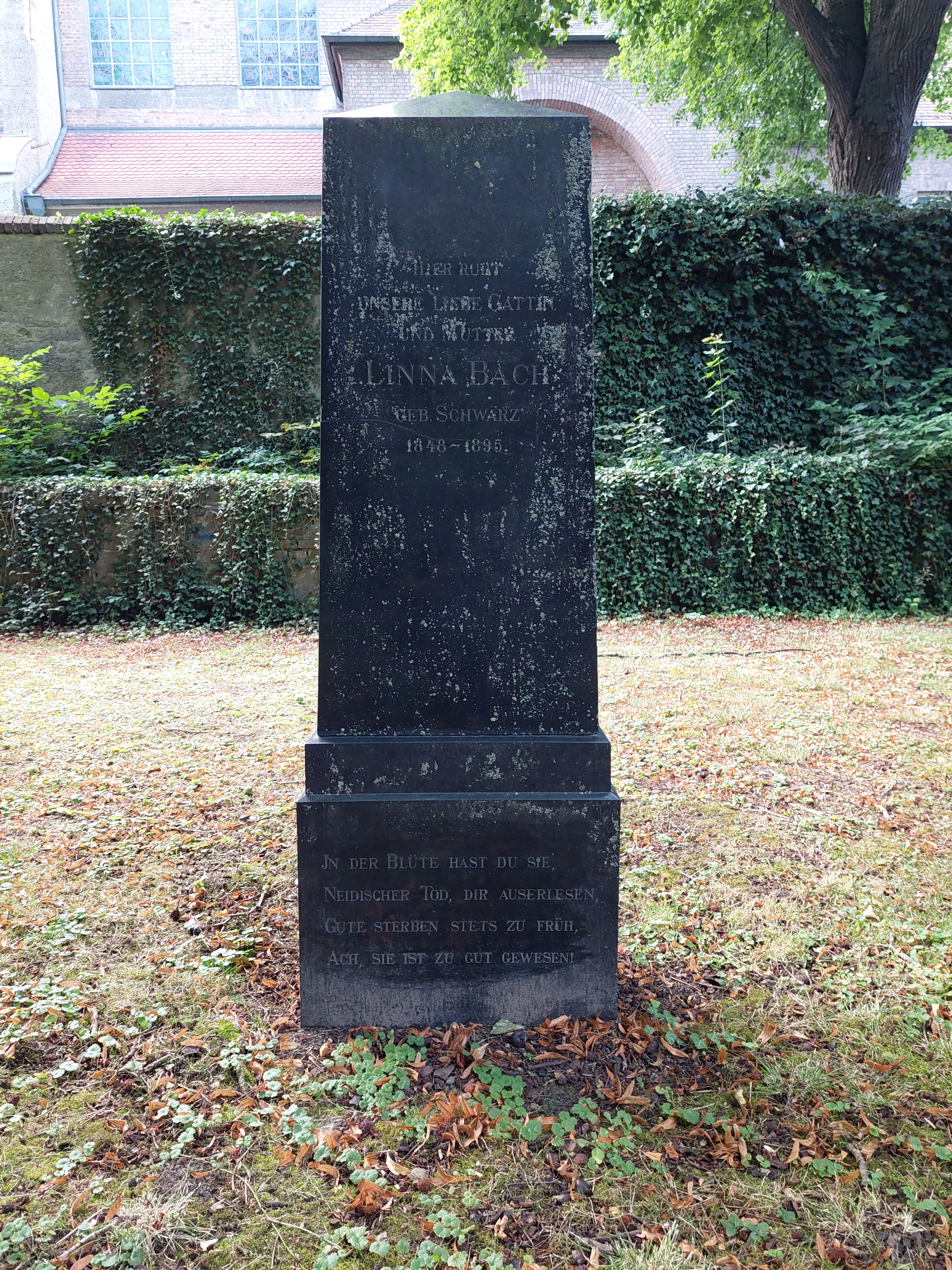
Linna Schwarz Bach
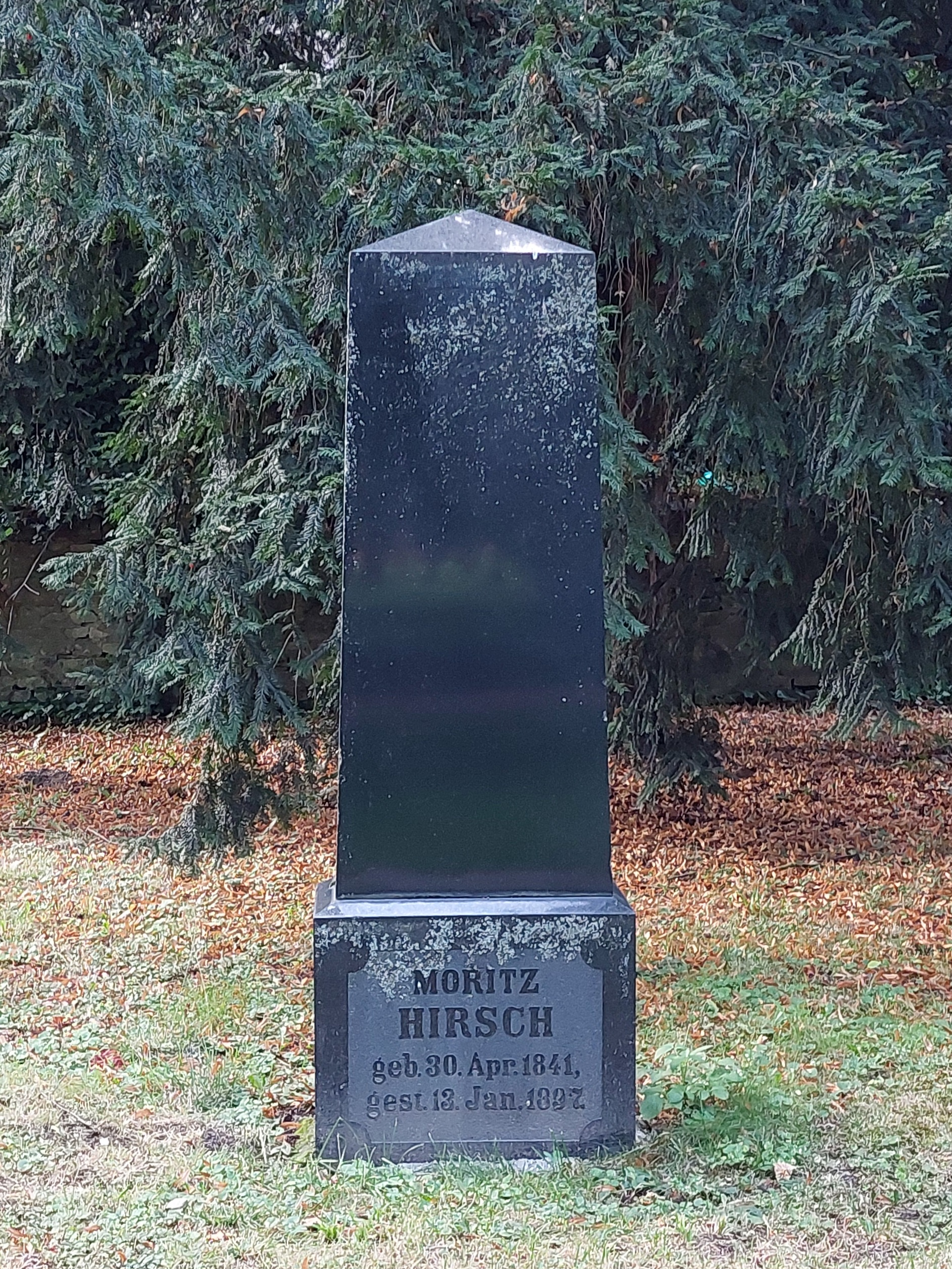
Moritz Hirsch
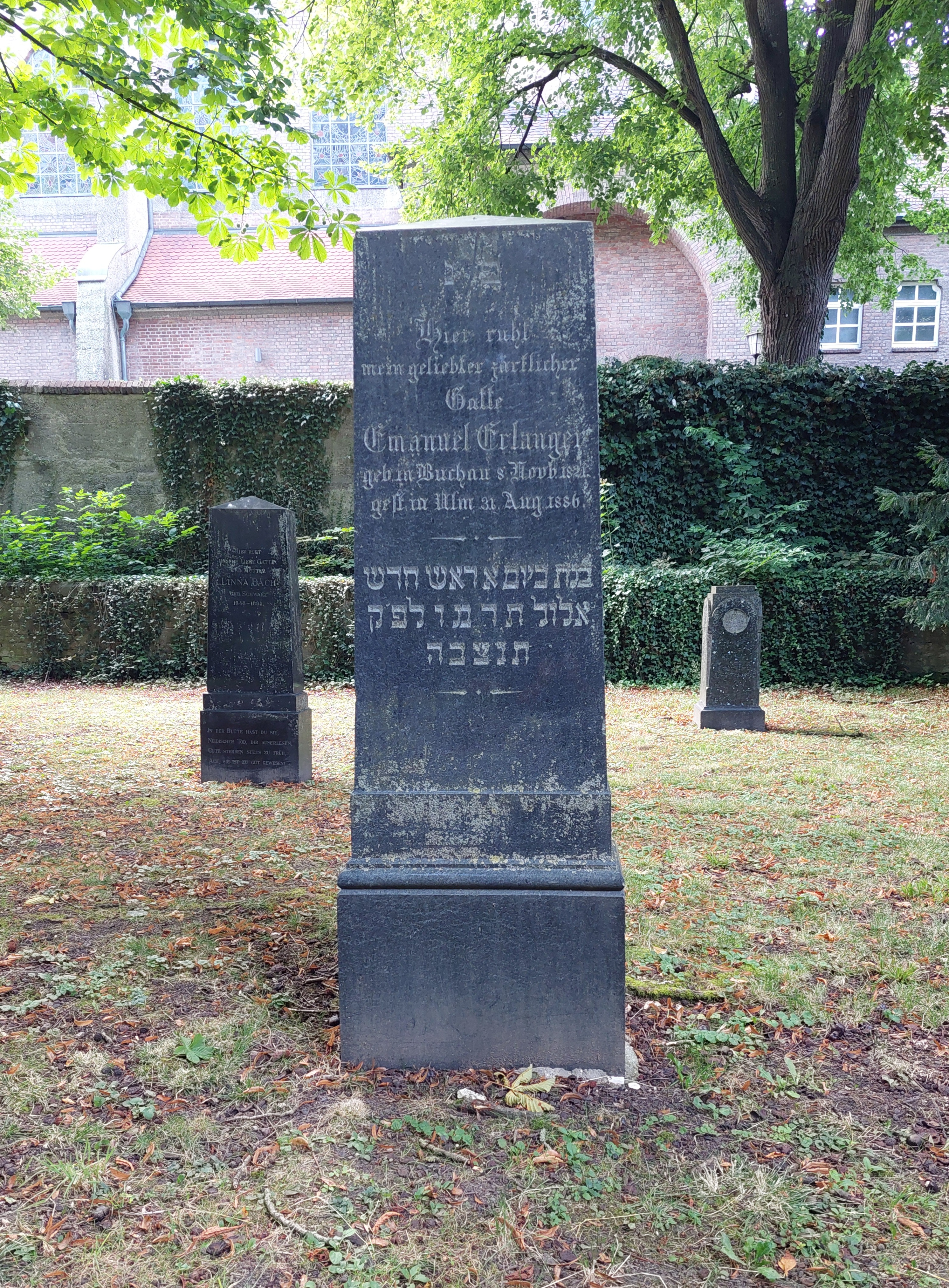
Grabstein Emanuel Erlanger
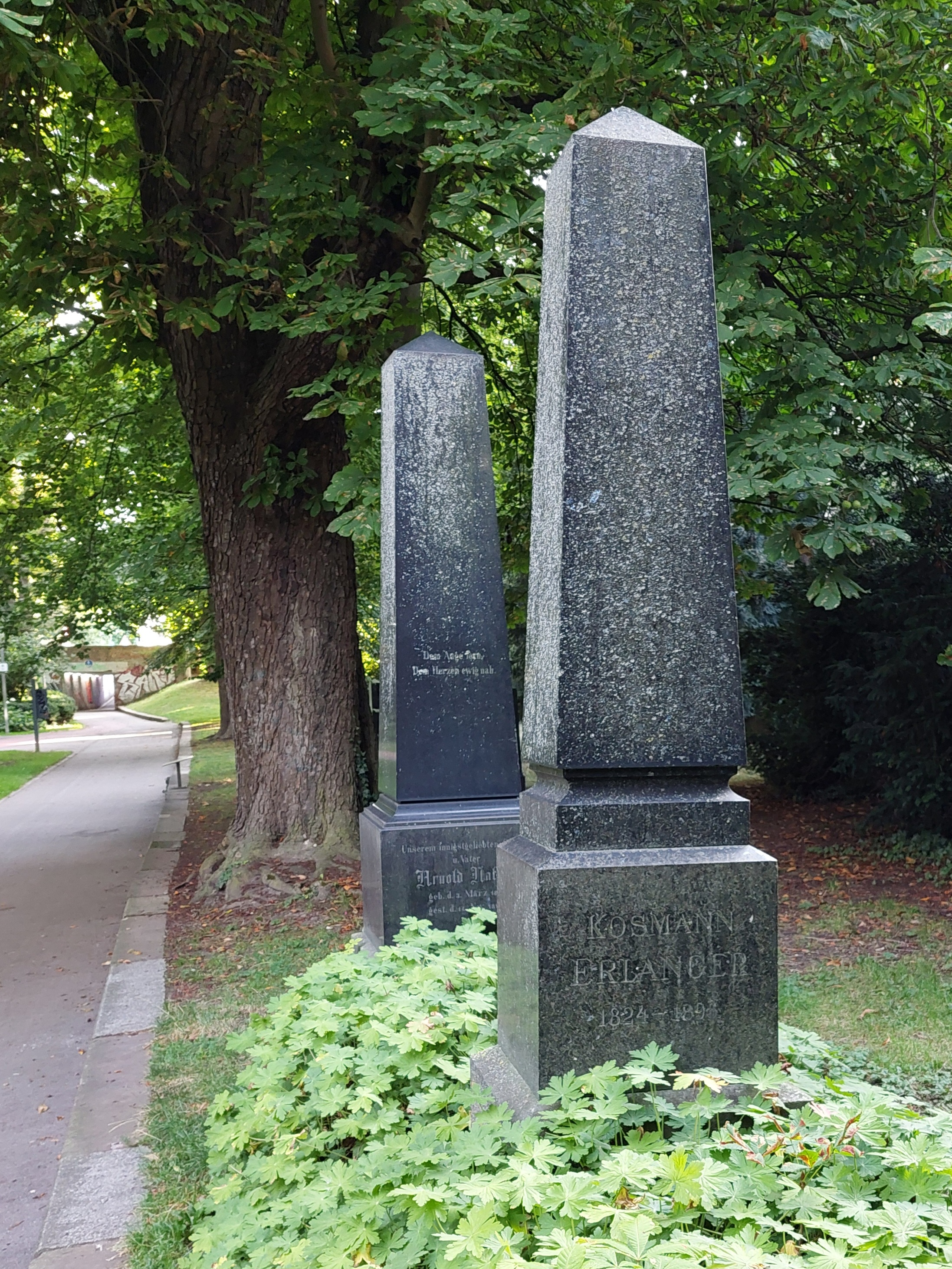
Kossmann Erlanger
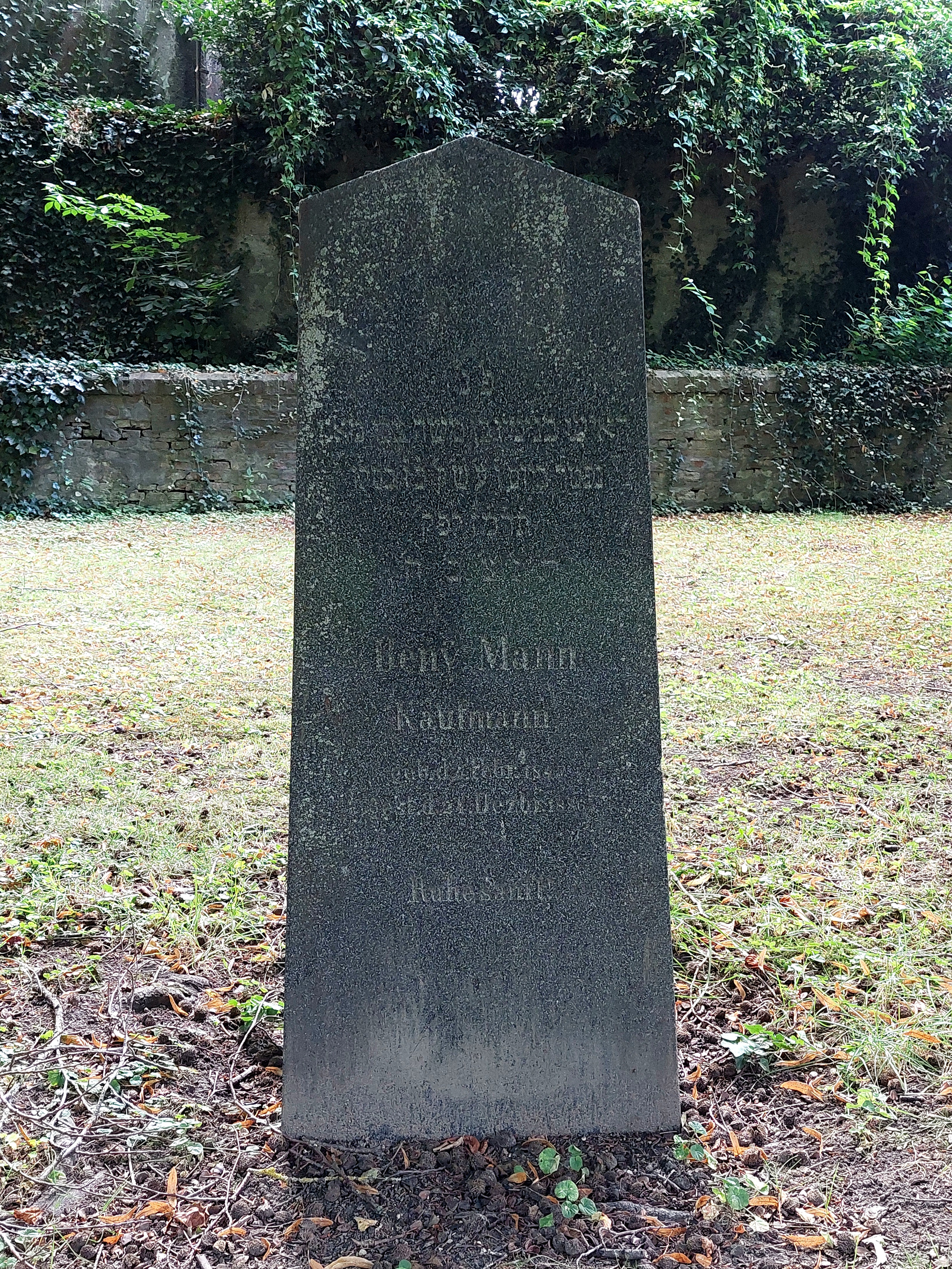
Benjamin Mann